# Euryglottis johannes
Euryglottis johannes là một loài bướm đêm thuộc họ Sphingidae. Loài này có ở Venezuela.